# Estación de Longueau
La estación de Longueau es una estación ferroviaria francesa, de la línea férrea París-Lille, situada en la comuna de Longueau, en el departamento de Somme. Forma parte de un importante complejo ferroviario que incluye, además de la estación, un depósito de trenes, una antigua estación de clasificación y un gran número de vías de servicio. Por ella transitan tanto trenes de media distancia como regionales que unen París con el norte de Francia.

## Situación ferroviaria
La estación se encuentra en importante nudo ferroviario que forma un triángulo al sur de la ciudad de Amiens. Dos de los lados de dicho triángulo convergen en Longueau:
- Línea férrea París-Lille a la altura del punto kilométrico 125,968 de esta línea radial.
- Línea férrea Longueau - Boulogne-Ville. Esta línea de 171 kilómetros enlaza con Amiens la radial París-Lille y prosigue hasta Boulogne-sur-Mer frente a las costas inglesas.

## Historia
Fue inaugurada el 20 de junio de 1846 por parte de la Compañía de ferrocarriles del Norte. El nudo ferroviario como tal nace en 1849 al abrirse el enlace de la línea férrea París-Lille con Amiens. En 1937, la estación pasó a ser explotada por la SNCF. Durante la Segunda Guerra Mundial, y dada su importancia estratégica sufrió continuos bombardeos.

## La estación
La actual estación muestra un diseño sencillo y moderno. Viene a sustituir al antiguo edificio que se encuentra situado en el lado opuesto de las vías y que sigue siendo usado por la SNCF aunque ya no está abierto al público. El nuevo edificio es principalmente un gran vestíbulo que cobija una escalera que da acceso a un paso subterráneo que permite llegar a los cuatro andenes de la estación. Posee también un amplio aparcamiento y una estación para autobuses. 
El depósito de trenes cercano contaba el 1 de enero de 2010 con 233 locomotoras diésel, 42 autoraíles diésel y 22 locomotoras switcher.

## Servicios ferroviarios

### Media distancia
- Línea Boulogne-Ville - París.
- Línea Amiens - París.

### Regionales
- Línea Amiens - París.
- Línea Amiens - Compiègne.